# Tsonyane
Tsonyane – wieś w Botswanie w dystrykcie Southern. Według spisu ludności z 2011 roku wieś liczyła 588 mieszkańców.